# N809 (België)
De N809 is een gewestweg in de Belgische provincie Luxemburg in de plaats Virton. De route verbindt het centrum van Virton (N82) met het treinstation van Virton De route heeft een lengte van iets meer dan 1 kilometer en bestaat uit twee rijstroken voor beide rijrichtingen samen.